# Torben Schreiber
Torben Schreiber ist ein deutscher Klassischer Archäologe.

## Werdegang und Forschung
Torben Schreiber studierte von 2004 bis 2011 Klassische Archäologie, Alte Geschichte sowie Ur- und Frühgeschichte an der Universität Münster. Ein Auslandsaufenthalt führte ihn in dieser Zeit an die Università degli Studi Suor Orsola Benincasa in Neapel. Nach der Erlangung des Magister-Grades im Jahr 2011 setzte er seine Studien 2012 mit einem Promotionsstudium in Münster fort. Seit August 2011 war Schreiber für sechs Jahre wissenschaftlicher Mitarbeiter an der Forschungsstelle Asia Minor des Seminars für Alte Geschichte der Universität Münster und Koordinator des Netzwerks „Archäologie Diagonal“. Im August 2017 wurde er wissenschaftlicher Mitarbeiter am Institut für Klassische Archäologie und Christliche Archäologie und dem Archäologischen Museum der Universität Münster. Im Januar 2018 erfolgte in Münster die Promotion im Fach Klassische Archäologie. Seine zweibändige, 1200 Seiten umfassende, von Achim Lichtenberger betreute, Dissertation hatte den Titel Form und Funktion hellenistischer Siegel. Untersuchung auf Grundlage quantitativer und qualitativer Merkmale von Siegelabdrücken aus Archivkontexten. Hierzu untersuchte er 80.000 Siegelabdrücke aus hellenistischer Zeit. Mit der Dissertation endete auch die Zeit als Mitarbeiter in Münster, Schreiber ging im Februar 2018 bis Ende 2019 als Auslandsstipendiat an die Abteilung Istanbul des Deutschen Archäologischen Instituts. Nach seiner Rückkehr nach Deutschland wurde er wissenschaftlicher Mitarbeiter des an der Universität Münster angesiedelten Forschungsprojektes Artaxata in Armenien – Feldforschungen in einer hellenistischen Metropole in der Ararat-Ebene der Deutschen Forschungsgemeinschaft. Im November wechselte er in Nachfolge von Heinz-Helge Nieswandt als Kurator an das Archäologische Museum der Universität Münster.
Forschungsschwerpunkte Schreibers sind insbesondere das antike Armenien, die hellenistische Plastik, hellenistische und römische Urbanistik sowie hellenistische Archive und Siegel. Hinzu kommen die Orte Artaxata sowie das Heiligtum und das Stadtgebiet von Doliche, wo Schreiber jeweils auch aktiv an den Ausgrabungen beteiligt ist. Gemeinsam mit Achim Lichtenberger und Mkrtich Zardaryan von der Armenischen Akademie der Wissenschaften leitet er die Ausgrabungen in der früheren hellenistischen Stadt Artaxata in der Ararat-Ebene. Unter anderem wurde hier das östlichste römische Aquädukt gefunden. Schreiber ist Teil des Netzwerkes „Archäologie Diagonal“ an der Münsteraner Universität.

## Publikationen (Auswahl)
Zu den Monografien und Herausgeberschaften kommen bislang (Stand Juni 2025) mehr als 50 Aufsätze, Rezensionen und Lexikonartikel, die Schreiber allein oder mit Co-Autoren verfasst hat.
- Herausgeber: Zugänge zur Kontextualisierung bildlicher Darstellungen in den Altertumswissenschaften. Workshop des Netzwerks „Archäologie Diagonal“ 28. - 29. Juni 2013 an der WWU Münster. Archäologie Diagonal/Universitäts- und Landesbibliothek Münster, Münster 2018, doi:10.17879/22259658905.
- Form und Funktion hellenistischer Siegel. Untersuchung auf Grundlage quantitativer und qualitativer Merkmale von Siegelabdrücken aus Archivkontexten (= Mittelmeerstudien. Band 24). Brill Schöningh, Paderborn 2023, ISBN 978-3-506-79089-7.
- Herausgeber mit Hayk A. Gyulamiryan, Achim Lichtenberger, Syuzanna R. Muradyan und Mkrtich H. Zardaryan: The Ancient Capitals in the Ararat Plain of Armenia (= ARAMAZD. Armenian Journal of Near Eastern Studies. Band 18). Association for Near Eastern and Caucasian Studies, Jerewan und Oxford 2024, ISSN 1829-1376, ISBN 978-1-78969-[6]